# Яя Дакоста
Яя Дакоста (англ. Yaya DaCosta, нар. 15 листопада 1982, Нью-Йорк, США) — американська акторка та модель. Вона посіла друге місце в програмі «Топмодель по-американськи». Зрештою Дакоста знялася в комедійній драмі ABC «Не краса по-американськи» та у ролі Ейпріл Секстон у медичній драмі NBC «Медики Чикаго»

## Особисте життя
З 2012 по 2015 рік Дакоста була у стосунках із незалежним кінопродюсером і режисером Джошуа Бі Алафією. У вересні 2013 року вона народила їм сина Санкару. У листопаді 2015 року повідомлялося, що Дакоста і Алафія розлучилися. Всупереч поширеній інформації, Дакоста і Алафія ніколи не були офіційно одружені.

## Фільмографія
| Рік       |    | Українська назва                    | Оригінальна назва                 | Роль             |
| --------- | -- | ----------------------------------- | --------------------------------- | ---------------- |
| 2004      | с  | Топмодель по-американськи           | America's Next Top Model          | Конкурсант       |
| 2005      | с  | Ів                                  | Eve                               | Місс Дженкінс    |
| 2006      | ф  | Тримай ритм                         | Take the Lead                     | Лоретта          |
| 2007      | ф  | Бар «Медонос»                       | Honeydripper                      | Китайська лялька |
| 2008      | ф  | Гонки на час                        | Racing for Time                   | Ванесса          |
| 2008      | с  | Всі мої діти                        | All My Children                   | Кассандра Фостер |
| 2009      | ф  | Посланець                           | The Messenger                     | Моніка Вашингтон |
| 2009      | с  | Не краса по-американськи            | Ugly Betty                        | Ніко Слейтер     |
| 2009      | с  | Закон і порядок: Спеціальний корпус | Law & Order: Special Victims Unit | Одрина           |
| 2010      | ф  | Дітки в порядку                     | The Kids Are All Right            | Таня             |
| 2010      | с  | Милосердя                           | Mercy                             | Брук Саліван     |
| 2010      | ф  | Трон: Спадок                        | Tron: Legacy                      | Сирена           |
| 2010      | с  | Армійські дружини                   | Army Wives                        | Ембер Стайлз     |
| 2010      | кф | Загублено-знайдено                  | Lost and Found                    | невідома роль    |
| 2011      | с  | Тіло як доказ                       | Body of Proof                     | Голлі Беннет     |
| 2011      | ф  | Час                                 | In Time                           | Грета            |
| 2011      | тф | Вихідні в Белвью                    | Weekends at Bellevue              | Ванесск          |
| 2011      | ф  | Повний абзац                        | Whole Lotta Sole                  | Софі             |
| 2011      | ф  | Готель «Шанхай».                    | The Shanghai Hotel                | Кендра           |
| 2011—2012 | с  | Доктор Хаус                         | House                             | Аніта            |
| 2012      | тф | Темна конячка                       | Dark Horse                        | Емі              |
| 2013      | ф  | Мати Джорджа                        | Mother of George                  | Сейді            |
| 2013      | ф  | Великі слова                        | Big Words                         | Енні             |
| 2013      | ф  | Дворецький                          | The Butler                        | Керол Геммі      |
| 2014      | с  | Незабутнє                           | Unforgettable                     | Моллі Макгінті   |
| 2014      | ф  | Ось і вона                          | And So It Goes                    | Кеннеді          |
| 2015      | мс | Сімпсони                            | The Simpsons                      | Принцеса Кімі    |
| 2015      | тф | Вітні                               | Whitney                           | Вітні Г'юстон    |
| 2015—2021 | с  | Пожежники Чикаго                    | Chicago Fire                      | Ейпріл Секстон   |
| 2015—2022 | с  | Медики Чикаго                       | Chicago Med                       | Ейпріл Секстон   |
| 2016      | ф  | Круті чуваки                        | The Nice Guys                     | Таллі            |
| 2017—2019 | с  | Поліція Чикаго                      | Chicago P.D.                      | Ейпріл Секстон   |
| 2018      | тф | Віра під вогнем                     | Faith Under Fire                  | Кендра           |
| 2019      | ф  | Шкірка                              | Peel                              | Сара             |
| 2019      | ф  | Болден                              | Bolden                            | Нора Болден      |
| 2021—2022 | с  | Наші люди                           | Our Kind of People                | Анджела Воган    |
| 2023—2024 | с  | Лінкольн для адвоката               | The Lincoln Lawyer                | Андреа Фрімен    |